# 艾洪
艾洪（1462年—？），字德裕，山東濟南府濱州人，明朝政治人物。

## 生平
山東鄉試第四十名，弘治九年（1496年）丙辰科進士。授兵科給事中。十八年（1505年）十月歷升兵科都給事中。明武宗繼位后，詔清核騰驤衛等及在京七十二衛軍情況。給事中葛嵩審核沒有所私徇紙之處，得各監局占役者七千五百余人，有旨送各營備操。當時卻遇到太監魏興、蕭壽等阻攔，未能成行。艾洪於是率領同官抗論，竟不能得。此後，他彈劾英國公張懋、懷寧侯孫應爵、新寧伯譚佑、彭城伯張信等人，并請斥陝西鎮監劉雲等人，明武宗均未批准。當時，劉雲調任南京守備，乞以其養子劉偉為錦衣千戶。艾洪再次率領同官彈劾，最終成行。艾洪在兵科時間很久，所進諫者均為稱道。后因得罪劉瑾被削籍，罰米二百石輸宣府。劉瑾被誅后，起用原官，正德八年（1513年）九月升福建右參政，十二年正月考察以罢软去職。

## 家族
曾祖艾守義；祖父艾蘭，芮城縣丞；父艾璟，母趙氏。永感下。